# Miroslav Hroch
Miroslav Hroch, född den 14 juni 1932 i Prag, tjeckisk historiker, professor vid universitetet i Prag.

## Komparation
Miroslav Hroch har utifrån en historiematerialistisk åskådning i olika sammanhang analyserat komparationen som ett historikerns arbetsredskap. Han har bl.a. diskuterat skillnaden mellan att jämföra statiska objekt och att jämföra dynamiska. Han har också framhållit att komparationer kan användas såväl vid beskrivningar som vid förklaringar.
Hroch menar att när en historiker gör en beskrivande komparation mellan statiska objekt söker hen likheter och skillnader och beskriver sedan dessa. När historikern jämför dynamiska objekt skulle det vara fråga om att studera det typiska i kausala samband mellan olika förlopp av samma företeelse. Vid den förra formen av komparation vill man förklara likheter och skillnader, finna ömsesidiga orsakssamband mellan statiska företeelser, medan man i fråga om dynamiska objekt söker allmänna lagar för den historiska utvecklingen. 
Objekten måste enligt Hroch tillhöra samma kategori, med vilket han menar att de bör definieras utifrån samma teori. Det är av stor vikt att kontrollera att objekten verkligen är jämförbara och att klart definiera de termer, begrepp och andra objekt som man jämför. Målet för jämförelserna kan vara antingen att finna skillnader och likheter eller att ordna i grupper, dvs. göra en typologi, eller att placera objektet intill ett utförligt utforskat objekt och därmed finna det specifika och det generella. Genom att kombinera synkrona och diakrona komparationer kan, enligt Hroch, grader av eftersläpning i olika historiska förlopp definieras. För att göra detta måste man anse att det finns etapper, analoga situationer i den historiska utvecklingen. Detta är en omtvistad fråga; å ena sidan finns faran av att råka in i en determinism, som de facto motsägs av den variation man finner i samhällenas utveckling, å andra sidan kan man - om man inte gör några jämförelser alls - hamna i rena förvirringen. Hroch har i varje fall visat i sin bok om de nationella minoritetsrörelserna i Europa under 1800-talet, Social preconditions of national revival in Europe (1985), hur en systematisk komparation utifrån hans synsätt kan vara synnerligen fruktbar.

## Nationalismforskning
Eric Hobsbawm betraktar Miroslav Hrochs komparativa studier kring små europeiska nationella rörelser som banbrytande, vilka har inspirerat andra forskare. Två led i hans analys ingår också i Hobsbawms. För det första att ett "nationalmedvetande" utvecklas i ojämn takt inom ett lands regioner och sociala grupperingar. För det andra, och som en följd av det föregående, följer Hobsbawm hans sätt att indela de nationella rörelsen i tre faser. 
I 1800-talets Europa var A-fasen rent kulturellt, litterärt och folkloristiskt och hade ingen särskild politisk eller ens nationell innebörd. Den var mera identitetsskapande. I fas B återfinns en skara pionjärer och militanta förkämpar för "den nationella tanken" och ansatser till politisk kampanjverksamhet för denna tanke. Det mesta av Hrochs arbete ägnas åt detta skede och åt analysen av denna minorité agissante, dess ursprung, sammansättning och spridning. Under fas C får nationalistiska program ett brett folkligt gensvar eller åtminstone en del av det folkliga gensvar som nationalister alltid åberopar.
Hobsbawms huvudintresse är inriktad på skede C. Övergången från fas B till fas C anser han tillsammans med Hroch som ett kritiskt ögonblick i nationella rörelsers kronologi.
Miroslav Hroch menar apropå nationalismen i Östeuropa efter kommunismens fall att nationalism eller etnicitet är "en ersättning för integrerande faktorer i ett disintegrerat samhälle. När samhället sviktar, ter sig nationen som den yttersta garantin". Han menar att utifrån sitt stadietänkande att den skenbara renässansen för gammal nationalistisk propaganda inte fullföljer en gammal nationalistisk tradition utan är ett slags återuppfunnen tradition, en "Illusion der Reprise". Hroch menar att "Liksom exempelvis artonhundratalets tjeckiska patrioter styrde ut sig som hussitiska krigare, klär nu patrioterna i dagens östeuropeiska nationaliströrelser ut sig till artonhundratalspatrioter."